# Megalestes
Megalestes is een geslacht van libellen (Odonata) uit de familie van de Synlestidae (Synpantserjuffers).

## Soorten
Megalestes omvat 18 soorten:
- Megalestes australis Karube, 2014
- Megalestes chengi Chao, 1947
- Megalestes discus Wilson, 2004
- Megalestes distans Needham, 1930
- Megalestes gyalsey Gyeltshen, Kalkman & Orr, 2017
- Megalestes haui Wilson & Reels, 2003
- Megalestes heros Needham, 1930
- Megalestes irma Fraser, 1926
- Megalestes kurahashii Asahina, 1985
- Megalestes lieftincki Lahiri, 1979
- Megalestes maai Chen, 1947
- Megalestes major Selys, 1862
- Megalestes micans Needham, 1930
- Megalestes omeiensis Chao, 1965
- Megalestes palaceus Zhou & Zhou, 2008
- Megalestes raychoudhurii Lahiri, 1987
- Megalestes riccii Navás, 1935
- Megalestes tuska Wilson & Reels, 2003